# Новолей
Новоле́й — деревня в Ардатовском районе Нижегородской области Россия. Ранее входила в состав упраздненного Котовского сельсовета. В данный момент входит в состав городского поселения рабочего поселка Ардатов.

## Этимология
Название деревни Новолей происходит от двух эрзянских корней: ново — «ягода» и лей — «речка», «овраг», то есть «ягодный ручей».

## История
Точное время возникновения д. Новолей неизвестно. В середине XIX в. она была расположена при пруде Новолейском в 8 верстах от р. п. Ардатова, по правую сторону от проселочной дороги, соединявшей Ардатов с почтовым трактом Арзамас — Муром. Деревня входила в состав второго стала Ардатовского уезда Нижегородской губернии.
В 1859 г. в Новолее числилось 29 дворов, проживал 161 человек (74 мужского и 87 женского пола).
К 1861 г. большинство населения деревни составляли удельные крестьяне. Лишь пятая часть дворов принадлежала помещику Левашову.
По рассказам местных жителей, в XIX в. в деревне жил помещик по фамилии Горюнов, родом не из здешних мест, приезжий. В молодости он был монахом. До сих пор по имени того помещика одно из полей за деревней называется Горюново поле. В лесу за деревней есть также Горюнов пруд.
Коренные жители д. Новолей русские, православные. Земли в деревне песчаные, неплодородные. Поля расположены рядом с лесом. Жители сеяли рожь, ячмень, овес, гречиху, сажали картофель. Помимо земледелия крестьяне занимались лесными промыслами.
В середине Х1 X в. в д. Новолей изготавливали кадушки и ведра из осины. К 1880-м гг. этот промысел потерял свое товарное значение. Жители деревни переключились на изготовление деревянной посуды, главным образом чашек. Этот промысел был занесен сюда из Семеновского уезда Нижегородской губернии. Еще шире развился лесорубный и дроворубный промысел. Новолейские крестьяне часто нанимались в работники к бондарям д. Обход, рубили для них деревья в лесу Демидова. Многие домохозяйки деревни подряжались на рубку и возку дров для металлургических заводов Ардатовского уезда. Жители деревни слыли в уезде искуснейшими плотниками. Новолейские плотники работали и как самостоятельные промышленники, арендуя леса, и как наемные работники, изготавливая свои изделия либо из хозяйского материала, либо из материала подрядчиков. Работали плотники и у себя в деревне и в отходе. Изготавливали бревна на постройки, протесины для пола и потолка, собирали готовые срубы по заказу на месте или с продажей на вывоз, рубили стропила для крыш, слеги для изгороди. Мастерство некоторых плотников было так высоко, что при помощи одного лишь топора они делали столы, стулья, скамьи, лавки. Эта дешевая, добротная и аккуратная мебель «топорной работы» пользовалась большим спросом у местных крестьян.
В середине 1880-х гг. в Новолее числилось 38 дворов, проживало 235 человек (112 мужского и 123 женского пола).
В конце XIX — начале XX в. деревня входила в состав Котовской волости.
В 1910 r. в деревне числилось 47 дворов, составлявших две общины — бывших удельных и бывших помещичьих крестьян, во второй общине числилось 7 дворов.
В 1912 г. в д. Новолей было 42 двора, проживало 268 человек, содержалось 263 головы домашнего скота. При царском режиме школы в деревне не было. Ее открыли уже при советской власти сначала в частном доме, а потом построили специальное здание школы. Она была начальной и проработала до 1977 г. А дальнейшее обучение в школе проходило в соседнем с. Котовка.
Советская власть в деревне была установлена в 1918 г. мирным путем. Коллективизация в деревнё проходила как бы сама собой. В деревне были и кулаки, вернее, средние зажиточные крестьяне — Алексей Лялин, И. И. Ганин, И. В. Рощин. Их раскулачили. Из деревни выселили одного И. И. Ганина. Затем он вернулся в деревню и умер здесь, на родине.
В Великую Отечественную войну на фронт были призваны все трудоспособные мужчины. В деревне остались старики, женщины, дети. Вся тяжелая работа легла на их плечи. Пахали, сеяли, сажали. Убирали выращенное вручную. Повзрослее парни работали на быках. Лошадей в деревне было очень мало. После войны население деревни значительно убавилось, много мужчин не вернулось с фронта. Деревня опустела. Оставшиеся в живых мужчины стали восстанавливать развалившееся за воину хозяйство.
Деревня входила в состав колхоза «Котовский». Жители занимались земледелием, скотоводством.
В 1969 г. д. Новолей вошла в состав совхоза «Котовский». Трудоспособного населения было уже мало. После того как деревни разделили на «перспективные» и «неперспективные», население деревни стало разъезжаться. Молодежь в деревне не оставалась, население старело. Школа закрылась в 1977 г. В деревне имеется животноводческая ферма. Других производственных построек в деревне нет. Рабочих мест для трудоспособного населения мало.
В начале 2000-х гг. в д. Новолей насчитывается всего лишь 17 хозяйств. Население 36 человек. Крестьянское подворье состоит из жилого дома в 1- 2 комнаты. Дома бревенчатые, в основном старой постройки. Все, кто может содержать, имеют скотину, приусадебные участки, огороды. Выращивают картофель и другие овощи. Строительства в деревне никакого не велось.

## Географическое положение
Деревня находится на юго-западе Нижегородской области России, в 10 км северо-западу от административного центра муниципального округа Ардатова. Деревня соединена просёлочными дорогами на северо-востоке с сёлами Чуварлейка (расстояние 4 км) и Измайловка (5 км), на юго-востоке — с селом Котовка (3 км), на юге — с деревней Урвань (3 км), на западе — с бывшим посёлком Дубрава (3 км). В деревне имеется небольшое озеро. На расстоянии 1 км с северо-востока к Новолею подступают смешанные леса, с юго-запада — лиственные. Высота над уровнем моря около 147 метров.
Деревня Новолей, как и вся Нижегородская область, находится в часовой зоне МСК (московское время). Смещение применяемого времени относительно UTC составляет +3:00.

## Административная принадлежность
Деревня Новолей входит в состав административно-территориального образования Рабочий посёлок Ардатов Ардатовского муниципального округа Нижегородской области Российской Федерации.

## Климат
Деревня находится в зоне умеренно-континентального климата, который характеризуется холодной продолжительной зимой и тёплым, но достаточно коротким летом. За год выпадает в среднем 450—550 мм осадков, из них 68 % — в виде дождя и 32 % — в виде снега. Среднегодовая относительная влажность воздуха — 76 %. Снежный покров достигает 50 см, а в особо снежные зимы может достигать одного метра и более.
Весна приходит резко, обычно к середине апреля, при этом вплоть до середины мая нередки заморозки. Лето сравнительно короткое и достаточно жаркое — в отдельные годы температура может достигать 36 °C. Шапка лета приходится на июль. В конце весны и лета нередки грозы — их может случаться до 20 за год, почти каждый год выпадает град. Осень приходит в сентябре и стоит до начала ноября, но уже в сентябре нередки заморозки. Зима наступает в начале ноября и продолжается до середины марта. Обычно первый снег выпадает в октябре и держится в течение пяти месяцев, сходит к 10—15 апреля. Почва промерзает на глубину 70—90 см.
Вегетационный период составляет 189 дней, продолжительность безморозного периода — 137 дней.

## Население
| Численность населения | Численность населения | Численность населения | Численность населения | Численность населения | Численность населения | Численность населения | Численность населения |
| 1859                  | 1890                  | 1912                  | 1916                  | 1999                  | 2002                  | 2010                  | 2021                  |
| --------------------- | --------------------- | --------------------- | --------------------- | --------------------- | --------------------- | --------------------- | --------------------- |
| 161                   | ↗235                  | ↗268                  | ↘253                  | ↘29                   | ↘17                   | ↘7                    | ↗14                   |

## Инфраструктура
В селе единственная улица Лесная.

## Коментарии
1. ↑  Записано как «Новолеи».
2. ↑  Записано как «Новолейка».